# Innocent Until Caught 2: Guilty
Innocent Until Caught 2: Guilty o solamente Guilty è un videogioco di tipo avventura grafica uscito nel 1995, pubblicato per sistema MS-DOS dalla Psygnosis e sviluppato dal team Divide by Zero. Esso è il seguito di Innocent Until Caught pubblicato pubblicato l'anno prima. Il gioco è a tema fantascienza ed è localizzato con sottotitoli in italiano e dialoghi in inglese.

## Trama
Jack T. Ladd si trova su un pianeta remoto, sta cercando di effettuare una rapina minacciando di morte una mucca, che in realtà è complice, a dei trasportatori della locale centrale del latte in cambio di soldi. In quel momento arriva un'astronave chiamata Relentless che preleva Jack a bordo. Una donna chiamata Ysanne Andropath, agente della Polizia Federale e pilota della nave Relentless, cattura Jack in quanto ricercato per diversi crimini. A questo punto inizia l'avventura con la scelta da parte del giocatore del personaggio da utilizzare. Subito dopo Jack manometterà l'ipertrasmissione dell'astronave costringendo l'atterraggio su un pianeta ghiacciato a questo punto servira del gas Tirannio per fare ripartire l'astronave almeno con il motore a impulsi ed evacuare la zona in quanto invasa da una razza aliena ostile. La trama è in gran parte la stessa in entrambi i personaggi, e sia che si usa Jack o Ysanne la storia non varierà molto. 

## Modalità di gioco
Il videogioco è una classica avventura come molte dell'epoca, con enigmi non troppo impegnativi. Nella parte bassa si trova l'interfaccia per il giocatore, a sinistra si trova la mappa che mostra le uscite dalla locazione in cui ci si trova, al centro i classici sei Verbi azione sotto forma di icone: Raccogliere, Usare, Andare verso, Esaminare, Parlare e l'oggetto che si usa. Nella parte destra si trova l'inventario, dove il giocatore può decidere come posizionare a piacimento gli oggetti raccolti. Si dovranno visitare diversi pianeti prima di giungere alla fine del videogioco.

## Personaggi
- Jack T Ladd, criminale dal non troppo successo e donnaiolo incallito, dai modi rozzi ma simpatici è l'eroe delle vicende del primo videogioco e in questo seguito è il co-protagonista della storia. Fa spesso battute ironiche e divertenti.
- Ysanne Andropath, fiera agente della Polizia Federale ha un fisico slanciato e i capelli rossi. Essa ha l'incarico di catturare Jack in quanto ricercato dalla fine del primo videogioco. A suo malgrado si dovrà far aiutare da quest'ultimo con il proseguire della storia.
- B.o.o.b.a., è il computer principale della nave Relentless, mette sempre un po' di ironia nelle frasi che fa ed è molto fedele alla Sua Ysanne. Il suo nome è un acronimo, significa Benvenuto Ozio Ora Beviamo Amici.
- Ruthie P'PauD'P'Pau vecchio amore di Jack e lo aiuterà in maniera particolare anche se in questo seguito ha un ruolo minore.
- Narm N' Palm, vecchia conoscenza di Jack. Esso è un mercenario goffo e pasticcione, lavora per la F.M.X.I la Forza Mercenaria Xenofoba Interstellare, un'organizzazione privata con lo scopo di prevenire attacchi alieni alle forze di colonizzazione dei pianeti dove operano. Narm è ligio al dovere.
- Tennent, è il boss del Casinò di un pianeta dove Jack si recherà, inoltre sono amici di vecchia data. Anch'egli è una vecchia conoscenza dal primo videogioco.
- Grande Maestro P'PauD'P'Pau è il malvagio sconfitto del primo videogioco da Jack , è ritornato insieme agli alieni dall'altra dimensione dov'era stato esiliato. Ha un ruolo marginale.
- Alieni, vagamente insettoidi, e con una organizzazione sociale simile a formiche, si vedono solo in una parte del gioco, in cui i protagonisti entrano nel nido. Si sa che provenvono dalla dimensione 289 (usata dagli esattori come archivio, senza sapere che è abitata) e che sono numerosi, bene equipaggiati ed hanno intenzioni ostili verso la razza umana.